# How Much Is the Fish?
How Much Is the Fish? (englisch für „Wie viel kostet der Fisch?“) ist ein Lied der deutschen Techno-Band Scooter. Der Song ist die erste Singleauskopplung ihres fünften Studioalbums No Time to Chill und wurde am 8. Juni 1998 veröffentlicht.

## Inhalt
How Much Is the Fish? ist ein Dance-Song, bei dem Sänger H. P. Baxxter die Hörer zum Tanzen und Mitsingen animiert. Der Text ist eingängig, ergibt aber keinen tiefergehenden Sinn. So singt er davon, dass die Jagd besser als der Fang ist und stellt dann abrupt die Frage „Wie viel kostet der Fisch?“. Die Titelzeile stammt dabei aus dem Lied Buffalo der irisch-englischen Indie-Band Stump.

“By the way, how much is the fish?

How much is the fish?

Yiiiha!

Sunshine in the Air!”

## Produktion
Der Song wurde von den Scooter-Mitgliedern H. P. Baxxter, Rick J. Jordan, Axel Coon und Jens Thele geschrieben und produziert. Die Melodie basiert auf dem Lied Sieben Tage lang der niederländischen Musikgruppe Bots, das wiederum auf dem bretonischen Volkslied Son ar chistr aufbaut. Die Hintergrundmusik enthält zudem ein Sample des Songs Paradoxx des deutschen Musikprojekts 666.

## Musikvideo
Das zu How Much Is the Fish? gedrehte Musikvideo verzeichnet auf YouTube über 107 Millionen Aufrufe (Stand: Oktober 2024). Darin spielen Scooter den Song auf einem Konzert, das auf einem Bildschirm in einem dunklen, verregneten Hinterhof zu sehen ist, auf dem einige junge Männer Fußball spielen. Währenddessen wird einer jungen Frau in einer angrenzenden Tiefgarage ihre Handtasche von einer Gruppe Motorradfahrer geklaut. Zusammen mit den Fußballspielern macht sich die Frau auf die Jagd nach dem Dieb und es gelingt ihr schließlich, die Tasche zurückzuholen, wobei die Motorradfahrer von den Spielern mit Fußbällen beschossen werden.

## Single

### Covergestaltung
Das Singlecover zeigt eine Forelle und den Schriftzug How much is the fish? in Schwarz und Rot. Der Hintergrund ist blau-gelb gehalten. Zudem befindet sich am oberen Bildrand der rote Schriftzug Scooter.

### Titellisten
Single
1. How Much Is the Fish? (Radio Mix) – 3:45
2. How Much Is the Fish? (Extendedfish) – 5:23

Maxi
1. How Much Is the Fish? (Radio Mix) – 3:45
2. How Much Is the Fish? (Extendedfish) – 5:23
3. How Much Is the Fish? (Clubfish) – 6:11
4. Sputnik – 3:06

### Chartplatzierungen
How Much Is the Fish? stieg am 22. Juni 1998 auf Platz drei in die deutschen Singlecharts ein und belegte in den folgenden Wochen die Ränge fünf und drei. Insgesamt hielt sich der Song 18 Wochen lang in den Top 100, davon neun Wochen in den Top 10. In Flandern (Belgien) erreichte die Single die Chartspitze, in Finnland Position zwei, in Österreich Platz neun und in der Schweiz Rang 13. In den deutschen Single-Jahrescharts 1998 belegte das Lied Position 22.
| ChartsChartplatzierungen | Höchstplatzierung | Wochen |
| ------------------------ | ----------------- | ------ |
| Deutschland (GfK)        | 3 (18 Wo.)        | 18     |
| Österreich (Ö3)          | 9 (14 Wo.)        | 14     |
| Schweiz (IFPI)           | 13 (16 Wo.)       | 16     |

| ChartsJahrescharts (1998) | Platzierung |
| ------------------------- | ----------- |
| Deutschland (GfK)         | 22          |

### Verkaufszahlen und Auszeichnungen
How Much Is the Fish? erhielt 1999 in Deutschland für mehr als 250.000 Verkäufe eine Goldene Schallplatte.
| Land/Region        | Auszeichnungen für Musikverkäufe (Land/Region, Auszeichnung, Verkäufe) | Verkäufe |
| ------------------ | ---------------------------------------------------------------------- | -------- |
| Belgien (BRMA)     | Gold                                                                   | 25.000   |
| Deutschland (BVMI) | Gold                                                                   | 250.000  |
| Insgesamt          | 2× Gold ·                                                              | 275.000  |